# Kapela
Kapela (latinsko cappa - plašč; diminutiv - capella) označuje manjši bogoslužni prostor, ki je lahko neodvisna samostojna Božja hiša, lahko pa je stranski prostor kake večje cerkve, torej cerkvena stranska kapela. Mnoge posvetne institucije imajo v svojih prostorih tudi svojo kapelo, na primer predsedniška palača, univerza, bolnišnica, razni zavodi. Nekateri si jo uredijo doma. Nekoč je vsak grad imel svojo kapelo.

## Zgodovina
Prvotno je naziv kapela nosila palatinska kapela v Aix-la-Chapelle (bolj znanem kot Aachen), ki je hranila polovico plašča Svetega Martina iz Toursa, ki so bili označeni kot relikvija. Od tod se je prenesel naziv kapela na vse kraje, kjer so hranili relikvije in končno na vse majhne cerkvene zgradbe. 

## Kapela prostor za cerkvene obrede
Verniki, ki nimajo v bližini na razpolago lastne cerkve (župnijske ali podružnične) imajo občasno cerkveni obred v kapeli, v najbližjem kraju. V mnogih okoliših se združujejo verniki v tako imenovana kapelna združenja, ki so potem manjše skupnosti cerkvene občine.

## Kapela ali cerkev
Opredelitev, kdaj je neko svetišče kapela kdaj pa cerkev, je zelo težko. Po navadi se zanašamo na lokalno poimenovanje oziroma pod katerim imenom se svetišče pojavlja v literaturi. Kakšnih uradnih kriterijev ni, po navadi se gleda na velikost, čeprav vemo, da zna biti včasih kakšna kapela večja od neke vaške cerkvice. Prav tako ne moremo reči, da sta pri  razločevanju bistvena zvonik ali zakristija, ki se tudi nahajata pri obeh. Mogoče edina pomembna razlika je osrednji prostor: če sta ladja in prezbiterij arhitekturno ločena stavbna člena, lahko govorimo o cerkvi, če pa je prostor povsem enovit, gre za kapelo. Ločenost prostorov se kaže v tlorisu, pri čemer je prezbiterij ožji in krajši. Slednji ima tla vsaj za eno ali par stopnic višja, ob strani je ločen z zidcema, ki se pogosto pod stropom polkrožno sprimeta, in kot zadnje, ima svoj strop, tako da ima na primer lastno kupolo ali obokan strop. Seveda tudi to niso dokončni klasifikatorji in če že, veljajo za starejša svetišča, medtem ko so moderna grajena povsem izven tradicionalnih slogov.

## Galerija
- Domačija Cvetane Priol
- Turnišče
- Grajska kapela gradu Grad
- Grajska kapela Medvedgrada (Hrvaška)
- Dol na Hvaru